# Habrocestum flavimanum
Habrocestum flavimanum là một loài nhện trong họ Salticidae.
Loài này thuộc chi Habrocestum. Habrocestum flavimanum được Eugène Simon miêu tả năm 1901.